# Giovanni Beretta (calciatore)
Giovanni Beretta (Carrara, 11 novembre 1921 – ...) è stato un calciatore e allenatore di calcio italiano, di ruolo centrocampista.

## Carriera
Dopo gli esordi in Serie C con l'Omegna, la Carrarese ed il Pontedera, debutta in Serie B nel 1946-1947 con il Viareggio, disputando con i toscani due campionati cadetti per un totale di 67 presenze.
Dopo la retrocessione in Serie C, milita per un altro anno nel Viareggio ed in seguito torna alla Carrarese, sempre in Serie C, fino al 1954.

## Palmarès

### Giocatore

#### Competizioni nazionali
- IV Serie: 1

Carrarese: 1952-1953